# Alessio Orsingher
Alessio Orsingher (Massa, 19 febbraio 1986) è un giornalista e conduttore televisivo italiano.

## Biografia
Nato e cresciuto a Massa, è giornalista professionista dal 2011. Muove i primi passi da cronista nel 2005 con una televisione privata toscana, Teleriviera, e con il quotidiano Il Tirreno. Dopo la laurea in Scienze giuridiche all'Università di Pisa, si iscrive alla Scuola di giornalismo Walter Tobagi/IFG dell'Università Statale di Milano. Nel 2010 approda a Class Editori e lavora sia per il canale economico-finanziario Class CNBC sia per quello generalista ClassTv: è autore e inviato del talk show preserale "Punto e a Capo" e uno degli anchorman della rassegna stampa mattutina "Primo Tempo News". Nel 2012 collabora anche col rotocalco settimanale di costume "La meglio tv", condotto da Marco Gaiazzi e Camilla Costanzo, e con i suoi reportage da Finale Emilia partecipa alla realizzazione del documentario "Speciale Terremoto - Un mese dal sisma in Emilia”, diretto da Riccardo Guzzetti. 
A settembre 2012 si trasferisce a Roma per fare l'inviato in tre programmi di Michele Santoro trasmessi da LA7: Servizio pubblico, Servizio pubblico Più e Announo, quest'ultimo condotto da Giulia Innocenzi, in cui Orsingher cura una rubrica di fact checking in studio. Resta nella squadra di Santoro per tre anni, occupandosi soprattutto di politica interna (è uno dei primi cronisti a intervistare Beppe Grillo nelle vesti di capo politico di una forza parlamentare) ed economia. A settembre 2015 passa alla neonata trasmissione pomeridiana di LA7, Tagadà. Dal 2016 affianca in studio Tiziana Panella e la sostituisce in caso di assenza.
Da marzo a giugno 2022 conduce ogni sabato nel primo pomeriggio, insieme a Luca Sappino, una serie di puntate monografiche di Tagadà sulla guerra in Ucraina. Il 21 novembre e il 12 dicembre 2022 la stessa coppia partecipa, in qualità di concorrenti, alle puntate vip di Lingo - Parole in gioco, condotto da Caterina Balivo. Dal 21 febbraio 2023 al 4 ottobre 2024, Orsingher, sempre insieme a Sappino, è alla guida di C'era una volta il Novecento, contenitore di documentari del daytime di La7. Il programma ha anche una serie di spin off trasmessi saltuariamente il mercoledì in seconda serata. 
Il 20 gennaio 2025 conduce la puntata di Tagadà dedicata all'insediamento di Donald Trump e tra marzo e aprile dello stesso anno debutta in prima serata presentando un ciclo di quattro approfondimenti sulla politica estera americana: Trump vs Zelensky - Lo scontro che passerà alla storia, Trump vs tutti - Il discorso al Congresso, House of Trump - Tutto quello che non avete mai visto e House of Trump - La guerra dei dazi. Sempre nella primavera 2025 firma “Papa Leone XIV - I dieci giorni che sorpresero il mondo”, il primo instant doc interamente prodotto e realizzato da La7, di cui Orsingher è autore e voce narrante. Il documentario viene trasmesso lunedì 19 maggio in seconda serata.  Nell’estate 2025 torna a fare coppia con Luca Sappino per condurre Tagadà cronache d’estate.

## Vita privata
Il 5 novembre 2017 si è unito civilmente con Pierluigi Diaco. Il rito è stato officiato da Maurizio Costanzo.

## Curiosità
- È un ex giocatore di pallavolo. Nel suo percorso sportivo è arrivato fino alla serie B con le squadre di Aulla e La Spezia.
- Ha partecipato a due film come attore: il mediometraggio My Way - Percorsi e pregiudizi, di Giovanna Maina e Ottavia Madeddu, di cui è anche stato sceneggiatore, e il lungometraggio Goodbye Mr. President (2013), regia di Fabrizio Nucci, nel quale ha interpretato un cronista parlamentare.

## Televisione
- Tagadà cronache d’estate (LA7, estate 2025) - (conduttore)
- Papa Leone XIV - I dieci giorni che sorpresero il mondo (documentario LA7, 2025) - (autore e voce narrante)
- House of Trump - La guerra dei dazi (LA7, 2025) - (conduttore)
- House of Trump - Tutto quello che non avete mai visto (LA7, 2025) - (conduttore)
- Trump contro tutti - Il discorso al Congresso (LA7, 2025) - (conduttore)
- Trump vs Zelensky - Lo scontro che passerà alla storia (LA7, 2025) - (conduttore)
- Tagadà (LA7, dal 2015)[9]
- C'era una volta il Novecento (LA7, 2023-2024) (conduttore)
- Servizio pubblico (LA7, 2012-2015)  (inviato)
- Announo (LA7, 2014-2015) (inviato e conduttore rubrica di fact-checking)
- Primo Tempo News (ClassTv, 2012) - (autore e conduttore)
- Speciale Terremoto - Un mese dal sisma in Emilia (documentario ClassTv e Class CNBC, 2012)
- Class CNBC - programmi vari (2010-2012)